# De Holsteen

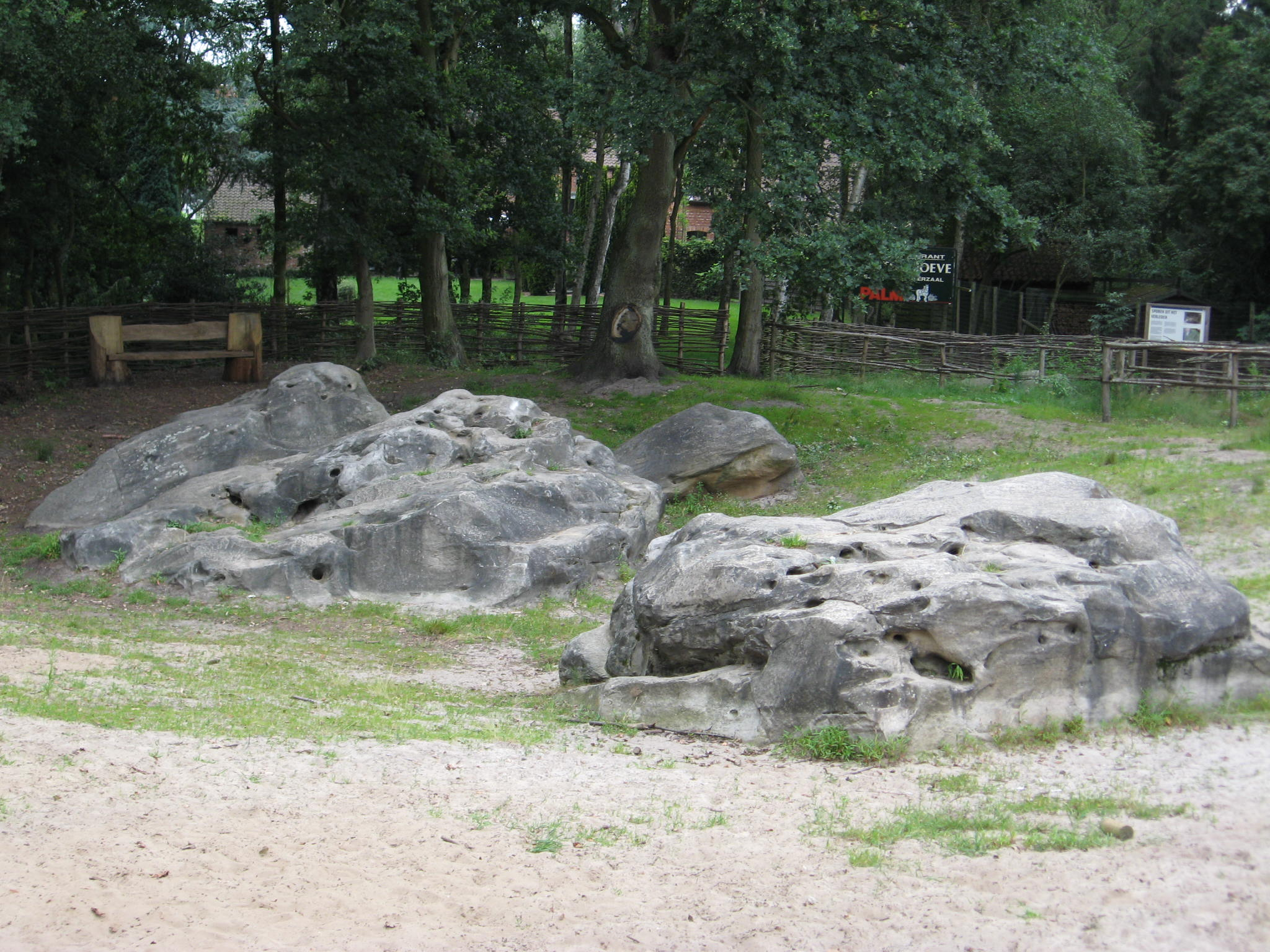
De Holsteen

De Holsteen bezeichnet acht große miozäne Sandsteinblöcke mit unregelmäßigen natürlichen Löchern und artifiziellen Rillen in der Oberfläche im Osten von Zonhoven bei Hasselt in Flandern in Belgien. Ein Stein ist der einzige (erhaltene) prähistorische Polierstein in Flandern. Die Stätte wurde 1967 als landschaftliches Erbe geschützt.
Der nördlichste Stein wurde in der Jungsteinzeit benutzt, um Werkzeuge zu schärfen und zu polieren. Dies erzeugte Rillen und eine polierende Oberfläche auf dem Stein. Nach dem Neolithikum wurden die Steine vollständig von Sand begraben und erst 1862 entdeckt. 1922 erforschte Joseph Hamal-Nandrin (1869–1958) das Gelände und entdeckte den Polierstein. Er zählte insgesamt 51 Rillen und eine Polierfläche auf dem Stein. 1987 wurde das Gelände erneut untersucht und neben verschiedenen prähistorischen Objekten wurden verarbeiteter und unverarbeiteter Feuerstein gefunden.
Die Steine sind natürlich entstanden. Bis vor etwa 16 Millionen Jahren erreichte der See Diestiaanzee noch Zentral-Limburg. Durch Ablagerung von quarzreichem Seesand entstanden die Steine in zwei Phasen. In Phase 1, die während der Burdigaliaan-Bildung von Bolderberg gebildet wurde, wurde der Seesand schichtweise abgelagert und bedeckt. In der Phase 2, die vor etwa 10.000 Jahren stattfand, überzog eine dünne, harte Kruste den Sandstein. Die Löcher in den Steinen sind Reste von Tiergängen oder Wurzeln. Sie wurden später durch Erosion verschliffen.